# Марте, Кетель
Кетель Рикардо Марте Вальдес (исп. Ketel Ricardo Marte Valdez, 12 октября 1993, Нисао) — доминиканский бейсболист, шортстоп клуба МЛБ «Аризона Даймондбэкс». Участник Матча всех звёзд лиги 2019 года.

## Карьера
13 августа 2010 года в статусе свободного агента Марте подписал контракт с «Сиэтл Маринерс». В 2011 году начал профессиональную карьеру в дочерней команде «Сиэтла» в Доминиканской летней лиге. Затем выступал за фарм-клубы уровнем выше — «Эверетт Аквасокс», «Клинтон Ламберкингс», «Хай Дезерт Маверикс», «Джексон Дженералс» и «Такома Рейнирс». 20 ноября 2014 года его включили в расширенный состав «Маринерс».
31 июля 2015 года Марте впервые был вызван в основной состав команды МЛБ. После обмена Брэда Миллера он стал получать больше игрового времени. В 2016 году Марте провёл за «Маринерс» 119 матчей.
23 ноября 2016 года «Маринерс» обменяли Кетеля и Тайжуана Уокера в «Аризону». Сезон 2017 года он начал в составе «Рино Эйсиз» в AAA-лиге, но 28 июня был переведён в основной состав. 4 октября, в игре за уайлд-кард против «Колорадо Рокиз», выбил два трипла, став восьмым игроком в истории МЛБ, добившимся такого успеха в игре плей-офф.